# Cantó de Beaugency
El cantó de Beaugency es troba en el departement del Loiret a la riba del riu Loira, entre el cantó de Meung-sur-Loire i el cantó de Mer. És el cantó més occidental del departament, té 7 municipis.
Baule, Beaugency, Cravant, Lailly-en-Val, Messas, Tavers i Villorceau.

## Història
| Data d'elecció                           | Identitat        | Partit                           | Qualitat |
| ---------------------------------------- | ---------------- | -------------------------------- | -------- |
| 1945-1970                                | M. Moineau       | Divers gauche, després Centrista |          |
| 1970-1976                                | M. Saintin       | PSU, després PS                  |          |
| 1976-1989                                | Alain Jarsaillon | UDF-CDS                          |          |
| 1989-1994                                | Thérèse Cherrier | Divers droite                    |          |
| 1994-                                    | Claude Bourdin   | PS                               |          |
| les dades anteriors no són pas conegudes |                  |                                  |          |
|                                          |                  |                                  |          |

## Demografia
| A partir de 1990: Població sense dobles comptes |